# Куєзбашево
Куєзба́шево (рос. Куезбашево, башк. Көйәҙебаш) — село у складі Аургазинського району Башкортостану, Росія. Адміністративний центр Батирівської сільської ради.
Населення — 618 осіб (2010; 596 в 2002).
Національний склад:
- чуваші — 83%